# Chrissie Hynde
Christine Ellen Hynde (Akron, 7 de setembro de 1951), conhecida pelo nome artístico de Chrissie Hynde, é uma musicista estadunidense, conhecida especialmente como a líder da banda The Pretenders. É vocalista, compositora e guitarrista. Hynde predominou como a única pessoa permanente e em controle no decorrer da história da banda The Pretenders.

## Biografia
Hynde nasceu em Akron, filha de uma secretária em tempo parcial e de um gerente da Páginas Amarelas. Ela se formou na Firestone High School em Akron, mas afirmou que "Nunca me interessei muito pelo ensino médio. Quer dizer, nunca fui a um baile, nunca saí em um encontro e nunca me firmei em um relacionamento. Isso foi ruim para mim. Exceto, é claro, que eu pude ir ver bandas, esse foi o ponto forte. Eu costumava ir a Cleveland apenas para ver qualquer banda tocar. Então, eu estive apaixonada, por muito tempo, principalmente por caras das bandas que eu nunca tinha conhecido. Para mim, saber que Brian Jones e Iggy Pop estavam por lá tornou difícil que eu me interessasse pelos caras ao meu redor. Eu tinha, uh, coisas maiores em mente".
Hynde mudou-se para Londres em 1973 e se tornou famosa como repórter da revista NME (New Musical Express), especializada em bandas de rock. Ela se inseriu em vários projetos roqueiros, chegando a praticar com Mick Jones antes deste formar o grupo The Clash, participou da banda Masters of the Backside de Malcolm McLaren, por volta de 1975, e tendo participado brevemente, em 1977, da notória banda punk The Moors Murderers.
Hynde formou The Pretenders em 1978 juntamente com os músicos ingleses James Honeyman-Scott, Pete Farndon e Martin Chambers. Apesar de desavenças, desencontros e duas mortes por overdose entre os integrantes, a cantora manteve a linha e a liderança do grupo.
Hynde permanece uma raridade como mulher líder de um grupo com origem nos primórdios da história do movimento punk rock e new wave. Sempre assertiva, ela acabou obtendo o respeito de vultos da música, e mesmo de críticos, e a admiração de milhares de moças que, inspiradas, seguiram seus passos.
Nos últimos anos (2006) Chrissie Hynde tem se tornado mais e mais uma notável ativista e tenaz defensora dos direitos dos animais a um tratamento digno e ético por parte dos seres humanos.
Em 10 de setembro de 2014 Chrissie Hynde lançou seu primeiro álbum solo "Stockholm".

## Participação emFriends
Hynde atuou como Stephanie na série americana Friends, no episódio "The One with the Baby on the Bus" ("Aquele do Bebê no Ônibus", em português), o sexto episódio da segunda temporada. No episódio ela faz uma apresentação solo de "Angel of the Morning".

## Chrissie Hynde no Brasil
Em 2004 Hynde morou em São Paulo por alguns meses, para poder tocar com Moreno Veloso em um tour informal pelo País. Viveu por um tempo também no Rio de Janeiro, em 2005, na mesma época em que foi incluída no Rock and Roll Hall of Fame com a banda The Pretenders.